# 张化成
张化成（英語：Vincent Chang）是一位台湾学者，专攻于投资管理和能源经济。

## 生平
出生于台湾，获得國立臺灣大學电机工程学士学位，哈佛肯尼迪学院公共管理硕士学位，耶鲁管理学院工商管理硕士学位，加州大学伯克利分校计算机科学博士学位，麻省理工学院经济学博士学位。先后待过西门子医疗，摩根大通，麦肯锡，埃克森美孚和美联储。2010年担任北京大学汇丰商学院执行院长。2016年担任香港中文大学（深圳）协理副校长。2019年2月担任孟加拉国布拉克大学校长。